# MUSIC ARK
MUSIC ARK（ミュージック・アーク）はTOKYO FMのラジオ番組で、放送終了の最後のプログラムである。
パーソナリティはTOKYO MX報道制作部兼務の上田万由子。
MUSICは「音楽」、ARKは「箱舟」を意味しており、番組中では「音の箱舟・ミュージック・アーク」と言っている。

## 概要
- 毎週、音の箱舟に乗りながらさまざまな音楽を流していく番組で、毎週ゲストを呼んでのトークも特徴の一つ。

またこの船は過去でも未来でもどこへでも行けるという設定。
1. 番組終了後、2:00の時報→放送終了の告知が入ってクロージングとなり、5:00までの放送休止となる。
2. 但し、この後が特別番組または特番が放送する場合はその番組が終わるまで続き（この場合は放送終了の告知が入らず放送し、終わると同じく放送終了の告知→クロージング、放送休止となる）、5:00まで放送する場合はそのままクロノスを放送（放送開始の告知が入らない）。

### 主な出来事
- 2007年8月26日放送で放送回数が100回目を迎えた。
- 2008年8月10日放送で放送回数が150回突破。
- 2009年6月28日をもって放送終了。放送回数は196回であった。最後のゲストは峰香代子。また最終回の放送で妊娠を発表。

| TOKYO FM 日曜25:30 | TOKYO FM 日曜25:30 | TOKYO FM 日曜25:30 |
| 前番組             | 番組名             | 次番組             |
| ------------------ | ------------------ | ------------------ |
| 東京ガレッジセール | MUSIC ARK          | welcome home       |